# Alžběta z Burgh
Alžběta z Burgh (1289? – 27. října 1327) byla druhou manželkou a jedinou královnou Roberta I. Skotského.
Narodila se v Dunfermline ve Skotsku, jejím otcem byl Richard Óg de Burgh, hrabě z Ulsteru a matkou jeho manželka Markéta z Burgh († 1304). Její otec byl blízký přítel anglického krále Eduarda I. Roberta Bruce, tehdy ještě pouze hraběte z Carricku, nejspíš potkala na anglickém královském dvoře. Jejich svatba se konala v roce 1302 v malé vesnici Writtle nedaleko Chelmsfordu v Essexu.
Bruce kolem sebe soustředil skupinu spojenců a ve spolupráci s biskupy ze St. Andrews a Glasgow připravil svou korunovaci, ke které došlo 27. března 1306. Alžběta byla korunována spolu s ním. V roce 1306 utrpěl dvě porážky v bitvách u Methvenu a Tyndrumu. Během těchto dvou bitev byli zajati dva jeho bratři Alexandr a Thomas a ještě před tím i Neil. Všichni tři byli popraveni. Alžběta byla spolu s Marjorie, Robertovou dcerou z prvního manželství, držena v zajetí v Anglii. Robert utekl na ostrov Rathlin u Irska.
Alžběta sama byla nakonec uvězněná celých osm let, od října 1306 do roku 1314. V roce 1314 se v Yorku měla sjednat výměna vězňů a Alžběta měla audienci u krále Eduarda II. V listopadu 1314 se konečně vrátila do Skotska.
Z dětí Alžběty a Roberta se tři dožily dospělosti: Matylda, Markéta a David. Alžběta zemřela 27. října 1327 na hradě Cullen. Její manžel zemřel o osmnáct měsíců později.